# Biserica „Intrarea în templu a Maicii Domnului” din Dănceni
Biserica „Intrarea în templu a Maicii Domnului” este o biserică amplasată în Dănceni, raionul Ialoveni, Republica Moldova. Este un monument arhitectural de importanță națională inclus în Registrul monumentelor Republicii Moldova ocrotite de stat cu nr. 704 (raionul Ialoveni). Datează din 1878.